# 新卡利尼夫
新卡利尼夫（烏克蘭語：Новий Калинів）是烏克蘭西部利維夫州桑比爾區新卡利尼夫市镇内的城市及其行政中心。距離州府利維夫58公里，毗鄰與波蘭接壤的邊境，始建於1951年，面積0.8平方公里，2022 （页面存档备份，存于）年人口4,243。